# Національний музей історії України у Другій світовій війні
«Національний музей історії України у Другій світовій війні. Меморіальний комплекс» (коротка назва — «Музей війни») — музей у Києві, Україна. Розташований на схилах правого берега Дніпра, на Печерську.
До 16 липня 2015 року мав назву: Меморіальний комплекс «Національний музей історії Великої Вітчизняної війни 1941—1945 років».
Музей входить до переліку музеїв та заповідників, в яких зберігаються музейні предмети, що є державною власністю і належать до державної частини Музейного фонду України.

## Історія

Скульптурна композиція «Форсування Дніпра»

### Створення музею війни (1943—1980)
Задум і рішення про створення в Києві Музею історії війни виникли в червневі дні 1943 року, коли ще точилися запеклі бої з вигнання нацистських окупантів із теренів України. Проте першочергові завдання відбудови, розвитку економіки та соціальної сфери відсунули реалізацію цього питання до середини сімдесятих років минулого століття.
Важливим етапом на шляху до створення сучасного музею слід вважати республіканську виставку «Партизани України в боротьбі проти німецько-фашистських загарбників», відкриту у квітні 1946 року в садибі Гальперіна і в жовтні прирівняну до музеїв 1-ї категорії. Розташовані в 19 залах в хронологічній послідовності документи, живопис, скульптура, фото, особисті речі героїв-партизанів показували «героїчну епопею боротьби українського народу проти німецько-фашистських загарбників. З 19 залів виставки 11 присвячені хронологічному показу історії партизанського руху на Україні в роки Великої Вітчизняної війни. Дальні зали знайомлять відвідувача з окремими видами бойової діяльності партизанів, з їхнім побутом, а також з підсумками партизанської боротьби на Україні».
На початку 1950 року виставку було закрито, а її матеріали передано у фондосховища Державного історичного музею (нині Національний музей історії України), на базі якого в 1970 році організовано творчу групу зі створення музею історії війни.

### Будівництво Меморіального комплексу (1980—1981)
Музей створений наказом Міністерства культури УРСР від 21 листопада 1973 р. № 501. Відкритий 17 жовтня 1974 року на честь 30-річчя визволення України від нацистських загарбників у Кловському палаці на Печерську.
Невдовзі розпочалося будівництво Меморіального комплексу «Український державний музей історії Великої Вітчизняної війни 1941—1945 років» на вулиці Січневого повстання, 44, який відкрився 9 травня 1981 року.
Першим гостем Музею став Генеральний секретар ЦК КПРС Леонід Брежнєв.
Основою для будівництва став творчий задум та ескізний проєкт відомого скульптора Є.Вучетича та архітектора Є.Стамо Після смерті Є. Вучетича у 1974 році роботу над монументом продовжив скульптор Василь Бородай.
Роботи виконав авторський колектив скульпторів і архітекторів Києва та Москви: В. Єлізаров (керівник), І. Іванов, Г. Кислий, І. Мезенцев, Ф. Согоян, М. Фещенко, В. Швецов, Є. Прокопов та інші. За однією з версій, на стадії попередньої розробки проєкту в ньому брала участь Галина Кальченко, яка, за словами Василя Бородая, стала прообразом монумента «Батьківщина-мати».
Скульптура «Батьківщина-мати» — суцільнозварна сталева споруда, звернута обличчям до Дніпра, яка складається з трьох шарів: основного сталевого каркаса вагою понад 280 т, допоміжного каркаса з обшивкою вагою 108 т і самої обшивки з півтораміліметрової нержавіючої сталі вагою 90 т, яку виготовлено з 27 багатотонних блоків. Спеціальний метод зварювання розроблений Інститутом електрозварювання імені Є. О. Патона. Загалом під час монтажу було покладено близько 30 км зварювальних швів. Щит має розмір 12х8 м; меч — довжину 16 м. На вістрі меча є спеціальний пристрій для гасіння коливань вітрового навантаження. Для пересування людей і технічного обслуговування скульптури всередині змонтовано два ліфти – похилий і вертикальний. На висоті 36,6 та 91,0 м обладнано оглядові майданчики, з яких відкривається панорама столиці України. У підніжжі монумента знаходиться Головний корпус Музею.

### Музей за незалежної України (1991—2025)
21 червня 1996 року музею надано статус Національного. Відтоді він мав офіційну назву "Меморіальний комплекс «Національний музей історії Великої Вітчизняної війни 1941—1945 років». 16 липня 2015 року відповідно до законів про декомунізацію музей отримав назву «Національний музей історії України у Другій світовій війні. Меморіальний комплекс».

#### Проєкт «Тризуб Батьківщини» (2023)
30 липня 2023 року з монумента «Батьківщина-мати» було частково демонтовано герб СРСР, його повний демонтаж було завершено 1 серпня того ж року. 6 серпня на монумент було встановлено тризуб.
9 серпня 2023 року, пресслужба Національного музею історії України у Другій світовій війні повідомила, що в подальшому планує прибрати на території комплексу всі символи, що транслюють імперські наративи.

#### Російські удари по інфраструктурі
6 червня 2025 року, в нічний час, Росія завдала комбінованого ракетно-дронового удару по Україні. Одни з ударів припав на Київ, внаслідок якого, пошкоджень зазнав фасад Головного корпусу Національний музей історії України у Другій світовій війні. В підніжжі монументу вибуховою хвилею також було вибито скло.

### Декомунізація
27 грудня 2024 року «Національний музей історії України у Другій світовій війні» повідомив про демонтаж літер та зображень радянської медалі «Золота зірка» з Алеї міст-героїв. У музеї також заявили, що це важливий та символічний крок щодо «переосмислення одного із основоположних пропагандистських міфів радянського тоталітарного режиму».

### Директори музею
- Кирилюк Галина Степанівна — з листопада 1973 по жовтень 1976 р.
- Козлов Василь Андрійович — з жовтня 1976 по березень 1994 р.
- Артемов Олександр Сергійович — з квітня 1994 по лютий 2010 р.
- Ковальчук Іван Петрович — з лютого 2010 по грудень 2021 р.
- Савчук Юрій Костянтинович — з грудня 2021 по сьогодні[16].

## Меморіальний комплекс
Меморіальний комплекс займає площу понад 11 га. До нього входять:
- музей з монументом «Батьківщина-мати», на скульптурі є два оглядових майданчики - на 36 і 91 м;
- головна площа з Алеєю міст-героїв і скульптурними композиціями «Форсування Дніпра» й «Передача зброї»;
- cкульптурна галерея героїв фронту і тилу з бронзовими горельєфними композиціями;
- чаша «Вогонь Слави»;
- виставка бойової техніки і озброєння;
- окрема споруда Виставкового центру, де розгорнута експозиція «Україна - Розп'яття», присвячена російсько-українській війні, виставка «Знак на щиті» та музейне кафе;
- виставкові приміщення Нижньої та Верхньої брам.

Відкриті для відвідування екскурсантів літак Лі-2 і гелікоптери МіГ-23 та Мі-24В.

## Експозиції
Експозиції Музею знаходяться в різних приміщеннях Меморіального комплексу: в Головному корпусі, Виставковому центрі, Верхній і Нижній брамах. Час від часу відбуваються вуличні виставки.

### Головний корпус Музею
Головний експозиційний корпус музею знаходиться у підніжжі монумента "Батьківщина-мати". Це триповерхова споруда, яка вміщує до 30 тисяч чоловік. До 2022 року тут розміщувалася експозиція, присвячена історії українців у Другу світову війну, а також виставка "Український Схід". Діяли тимчасові виставки.
З 24 лютого 2022 до 23 жовтня 2023 року Головний корпус був повністю зачинений для відвідувачів.
З 20 жовтня 2023 року Головний корпус служить як виставковий простір. Нині до огляду доступні такі виставки.

#### Виставки Головного корпусу
В Головного корпусі музею розгорнуто наступні виставки:
- «Капсула часу»

Під склепінням скульптури «Батьківщина-мати» для відвідувачів доступні сім залів, які присвячені історії України у Другій світовій війні 1939-1944 років.
- «Загроза z неба»

Проєкт-застереження про небезпеку, яку несуть українцям ворожі безпілотники, націлені на сили оборони, цивільні об'єкти, зокрема критичну, економічну, соціально-культурну інфраструктуру тощо. Водночас це нагадування про необхідність допомагати українським захисникам, зокрема й для забезпечення їх новітніми засобами виявлення та ураження цілей, серед яких дедалі більшу роль відіграють БпЛА. На виставці представлено безпілотні літальні апарати різних типів, які використовують російські агресори для розвідки та ураження наземних цілей.
- Війна: Зворотна перспектива

Виставка є спробою охопити історію Другої світової та російсько-української війн через художні рефлексії. Куратори відібрали зразки мистецтва, що несуть різну образність й відмінні ідеї. Але в обох випадках вони відображають найтрагічніші періоди української історії.
У проєкті представлено роботи 41 сучасного митця з усієї України (м. Київ, Одеса, Дніпро, Луцьк, Івано-Франківськ) і 40 художників, чиї твори зберігаються у фондовій колекції Музею. Це понад 150 артефактів на площі майже 2 тис. кв. м усередині постаменту скульптури «Батьківщина-мати».
Олександр Ройтбурд, Матвій Вайсберг, Георгій Сенченко, Арсен Савадов, Антон Логов, Роман Мінін, Назар Білик, Альбіна Ялоза, Рустем Скибін та інші – кожен осмислює своє сьогодення у творчості. Поруч – роботи українських художників періоду Другої світової війни, що показують її повсякдення та наслідки.
Проєкт «Війна: зворотна перспектива» дає змогу поглянути на реальність воєнного минулого з відстані років. Спробувати зрозуміти, що зумовило події, у яких ми перебуваємо тепер. Наважитись, спираючись на пережите, уявити те, що чекає на нас попереду. Це масштабний мистецький експеримент, покликаний переосмислити історію і теперішнє українського народу в часи збройного протистояння з агресором. Він послідовно зіставляє мистецтво та хроніку Другої світової та російсько-української війн, виокремлюючи в них спільне для нас і попередніх поколінь українців — травму та надію.
- Українська ялинкова прикраса: від XIX століття і до сьогодення

Коли в Україні з’явилася традиція вбирати ялинку? Якими були перші ялинкові прикраси? Чому з полиць магазинів і наших домашніх ялинок позникали прикраси з вати? Чи правда, що українцям забороняли святкувати Різдво?
Проєкт досліджує святковий, затишний, близький кожному із нас і водночас історичний феномен — ялинкову іграшку. Ви побачите, як впродовж десятиліть змінювалися її образи, матеріали й техніки виготовлення. Дізнаєтесь усі тонкощі виробництва перших скляних куль і ватних фігурок.
Виставка пропонує відкинути стереотип про ялинкову прикрасу як про типову декорацію, якою для нас її утвердила совєтська традиція святкування Нового року. Погляньмо на неї під незвичним кутом: як на самодостатній музейний об’єкт, який відображає звичаї українського святкового календаря й розвиток одного із напрямів промисловості України.
В експозиції представлені рідкісні артефакти: перші ялинкові прикраси XIX століття, іграшки періоду Першої світової війни, паперові, фігурні скляні декорації, сучасні вироби з авторськими ручними розписами.
Також вас чекає інтерактивна фотозона, де кожен відвідувач може стати головним героєм виставки й частинкою історії українського Різдва!

##### Виставки в Головному корпусі, які відбулися
Виставки в Головному корпусі, які відбулися (за датою відкриття):
- Виставка зброї та документів російських терористів

11 липня 2014 року на площі перед Меморіальним комплексом Міністерством оборони України та СБУ було представлено озброєння, вилучене у терористів під час бойових дій в східних регіонах країни, матеріали про фінансування та військову підготовку Російською Федерацією терористів для участі в бойових діях під час російської збройної агресії 2014 року. Також надані докази інформаційної агресії РФ проти України через мережу Інтернету.

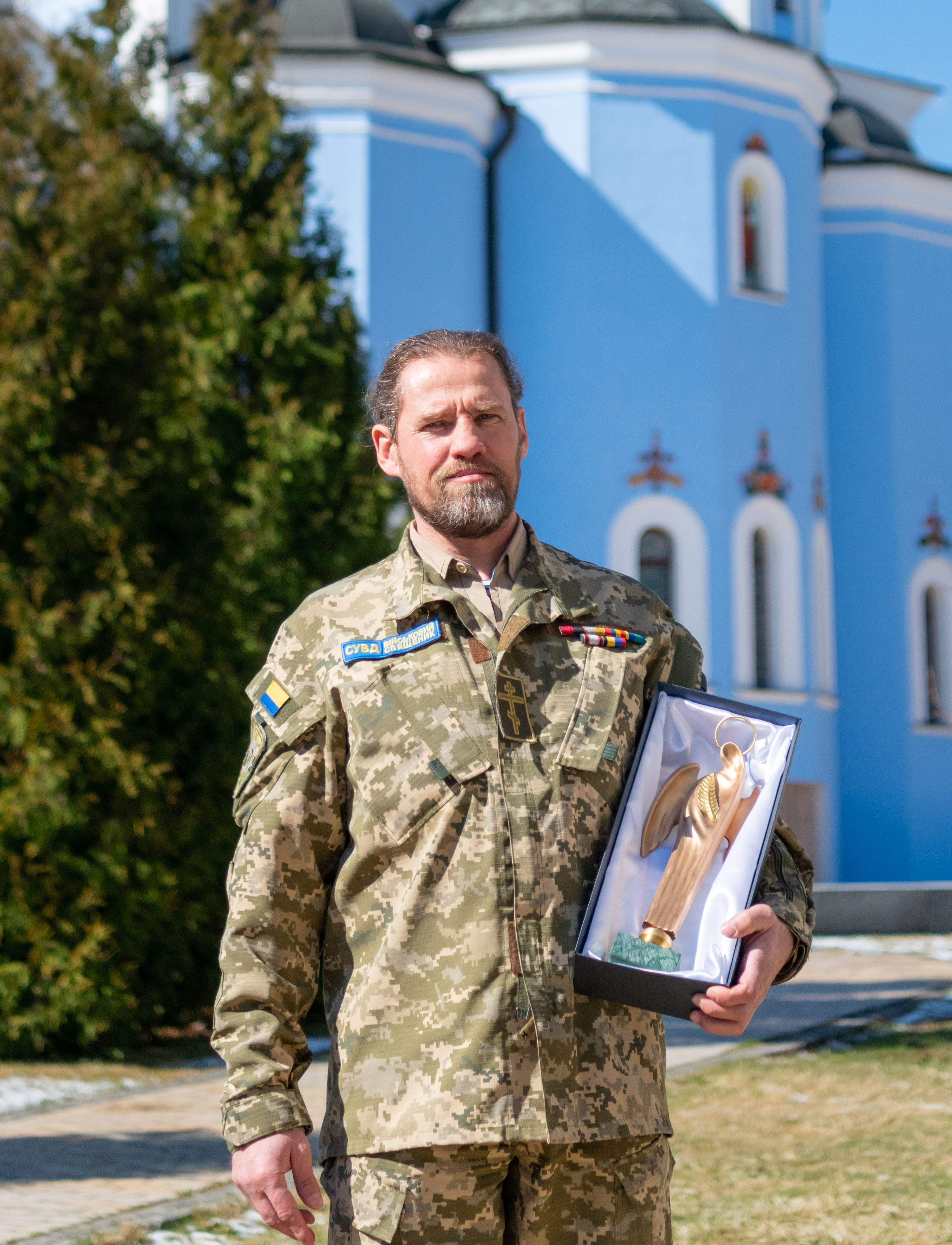
Капелан СУВД Юрій Казміренко

- Український Схід

«Український Схід» — один із найбільших проєктів у країні про бойові дії на Донбасі. Справжні артефакти та експонати, зібрані музейниками, військовослужбовцями, родинами загиблих воїнів та журналістами. Проєкт став результатом майже шестирічної діяльності музейної команди, яка з 2014 року висвітлює події російсько-української війни в тематичних виставках та просвітницько-комунікативних заходах. «Український Схід» створений за підтримки Українського культурного фонду. Виставка відкрилася у вересні 2019 року. Зачинена для відвідувачів з 24 лютого 2022 року.
- «Україна. Незакінчена війна…»

З 19 вересня 2019 року в музеї тривала виставка «Україна. Незакінчена війна…». Представлені матеріали розкривають теми бойових дій, стратегій виживання в умовах війни та повоєння, геноцидів та соціоцидів, боротьби за незалежність України між двох тоталітарних режимів, демографічних трансферів, історичної пам'яті про Другу світову війну. Мистецькі інсталяції сприяють філософському прочитанню представлених матеріалів. Дизайнер виставки — художник Антон Логов. Зачинена для відвідувачів з 24 лютого 2022 року.
- «Вільні»

З 10 вересня 2020 по березень 2021 року на території музею тривала виставка «Вільні», яка розповіла про наших громадян, які через проукраїнські погляди, відкриту громадську позицію, належність до патріотичних організацій були арештовані й засуджені Російською Федерацією та квазідержавними утвореннями «ДНР» і «ЛНР». Було представлено особисті речі, кореспонденцію, фото, банери та інші свідчення боротьби проти підготовлених і фінансованих Російською Федерацією терористів та кадрових російських військових.
- «Капелани»

З 20 травня 2021 року до лютого 2022 року у меморіальному комплексі «Національний музей історії України у Другій світовій війні» тривала виставка «Капелани». У ній розповідалось про священнослужителів різних віросповідань і конфесій, які на Українському Сході пліч-о-пліч із воїнами захищають територіальну цілісність і незалежність Батьківщини та виконують душпастирську місію. Духівники, які оберігали й оберігають життя та віру Захисників України, стали героями нової експозиції. Це Юрій Казміренко, Сергій Дмитрієв, Дмитро Поворотний, Андрій Зелінський, Любомир Яворський, Андрій Полухін, Сергій Мороз «Фрост», Фіделіс Волністов, Павло Гончарук, Саїд Ісмагілов, Мурад Путілін, Ашер-Йосеф Черкаський.
- «Голокост»

Виставка, яка діяла з 2 вересня 2021 року розглядає історію Голокосту у двох вимірах. Перші секції розповідають про основні локації Голокосту, про місця загибелі мільйонів людей по всьому європейському континенту. Ці секції мають промовисті назви — «Гетто», «Табори», «Яруги». Наступна частина розповідала про Голокост у площині страшного морального вибору людей, які опинилися в той час в тих екстремальних умовах, і тут можна було ознайомитися з матеріалами секцій «Виконавці» та «Рятівники». Третя секція цієї частини виставки мала назву «Постпам'ять» і розповідала про довгу і напружену боротьбу за правду про Голокост, за гідне вшанування пам'яті загиблих людей, яке нарешті стало можливим у демократичному суспільстві. Окремою складовою виставки стала так звана «крива» Голокосту — вона давала змогу в хронологічній послідовності відстежити основні етапи геноциду євреїв Європи в українському та загальноєвропейському вимірі.
- «Переозначення»

Радянський герб, знятий зі щита скульптури «Батьківщина-мати» – тепер музейний артефакт. Заміна символіки на найвищій скульптурі Європи стала найпомітнішим моментом у процесах декомунізації нашого суспільства й переозначення всього Меморіального комплексу. Уже цього літа, до 32-ї річниці Незалежності України, вдалося здійснити те, що десятки років здавалося неможливим, – звільнитися від символу тоталітаризму й пригноблення. Тепер цей застарілий герб – частка нашої історії, але він більше не визначає нашого сьогодення.
- Херсон. Висока вода

Виставка фотографій Вікторії Івлєвої. Експозиція розповідає про трагедію м. Херсон після підриву росіянами греблі Каховської ГЕС у ніч із 5 на 6 червня 2023 р.
Через два дні після злочину окупантів до міста прибула журналістка Вікторія Івлєва. Майже два місяці вона документувала наслідки катастрофи. У зоні лиха опинилися десятки тисяч осіб, було затоплено майже 100 населених пунктів регіону.
Ці фотосвідчення показують масштаби руйнувань та намагання людей вижити в зоні стихії.
- «Полк Калиновського»

Виставка розповідала про бойовий шлях на фронті російсько-української війни білоруського полку імені Кастуся Калиновського. Організація білоруських національних структур на українських теренах розпочалася після Революції Гідності. 21 травня 2022 року батальйон реорганізували в полк, до складу якого ввійшли батальйони «Литвин» і «Волат», названі на честь полеглих побратимів. Полк і нині виконує бойові завдання на всіх ділянках фронту, боронячи Україну та рідну вільну Білорусь.
- «З молитвою за військо»

Виставка розповідала про капеланську діяльність в Україні – щире духовне служіння, здатне підтримати бійців у важку годину, розрадити, часом навіть врятувати. Сьогодні понад 200 військових капеланів перебувають у штаті Збройних сил України, Національної гвардії України та Державної прикордонної служби України. Вони – в одностроях, у кожного не тільки церковний сан, але й військове звання. Військові капелани мають військові навички, обізнані щодо заходів безпеки та видів зброї, проте вони її не носять.
На виставці було представлено 15 персональних комплексів військових капеланів: як тих, хто нещодавно отримав мандати і підписав контракт із ЗСУ, так і тих, хто на волонтерських засадах несе слово Боже воїнам на фронті ще від 2014 року. Троє із представлених капеланів покинули цей світ – о. Максим Козачина і о. Олег Марінченко вбиті ворогом, о. Мар’яна Дюса забрала тяжка хвороба.
Виставка була створена за міжконфесійним принципом, на ній можна було ознайомитися з історіями військових капеланів, які належать до Православної церкви України, Української греко-католицької церкви, Римсько-Католицької церкви в Україні, протестантів – баптистів та п’ятидесятників, імамів-капеланів та наразі єдиного в Україні капелана-іудея.
- «Без бою немає слави»

10 років тому 23 червня десятки добровольців-патріотів на Софійській площі склали присягу на вірність народові України й вирушили на її захист. До цієї визначної дати в Музеї війни було відкрито виставку «Без бою немає слави».
У просторі експозиції – зразки одностроїв бійців, що показували історію розвитку підрозділу, від партизанського корпусу до 12-ї бригади спеціального призначення «Азов» імені Дмитра Вишневецького НГУ, уламки ракети «Искандер-М», особисті нарукавні знаки азовців та інсталяція, присвячена воїнам, загиблим унаслідок теракту в таборі для військовополонених у с-щі Оленівка.
Виставка розповідала про легендарну 12-ту бригаду спеціального призначення «Азов» НГУ.
- «Воля до перемоги: воїни спорту»

На виставці були представлені артефакти, які висвітлюють історію олімпійського руху в Україні.
Основа експозиції — це промовисті докази, зібрані на зруйнованих спортивних локаціях, що свідчать про те, як росія нищить не лише спортивну інфраструктуру, а й життя наших спортсменів.
Попри все, у 2024 році Україна відправляє делегацію своїх спортсменів на Олімпіаду: 140 атлетів змагатимуться у 23 видах спорту. Участь України в Іграх — це потужний меседж світовій спільноті, що наш народ бореться і здатен перемагати.
Експозиція національного рівня створена за підтримки Офісу Президента України в співпраці з Національним олімпійським комітетом України.

### Виставковий центр
Виставковий центр Музею - другий за площею експозиційний простір Музею війни. Розташована у розриві валу Печерської фортеці будівля в архітектурі багаторівнева: з фасаду двоповерхова, з боку вул. Лаврської - чотириповерхова. Раніше Виставковий центр був відомий як "музей воїнів-інтернаціоналістів", адже тут діяла виставка "На чужих війнах". Зараз Виставковий центр слугує виставковим простором та офісним приміщенням Музею. В серпні 2023 року тут відкрито Музейне кафе.

#### Виставки Виставкового центру:
- «Україна — Розп'яття»

В експозиційному просторі Виставкового комплексу Музею війни вперше у світовій музейній практиці представлено офлайн артефактний проєкт "Україна — Розп'яття" (куратор - Юрій Савчук, художник - Антон Логов) про війну в реальному часі, що експонується під час тієї самої війни. На ній представлено 1 776 автентичних експонатів, зібраних по «гарячих слідах» командою Музею на місцях запеклих боїв і в щойно визволених населених пунктах Київщини та Чернігівщини з 3 квітня до 6 травня 2022 року. Площа виставки становить близько 900 м2.
Перша її частина «Орда» пунктирно розповідає про російську пропаганду, повномасштабне вторгнення, а також військове спорядження, зброю та побут солдатів армії рф. Друга частина виставки має дві локації: власне «Україна – Розп’яття» та «Укриття». В основі першої – врятовані духовні та культурні пам’ятки, обпалені віконні рами, залишки побутової техніки і, навіть, спортивний інвентар, знайдений на згарищах, а також дитячі речі, малюнки та іграшки. Домінантною сюжетною лінією проходять урятовані об'єкти культурної спадщини України: вхідні ворота Церкви Різдва Пресвятої Богородиці в с. Перемога та купол і купольний хрест Храму Вознесіння Господнього в с. Лук’янівка на Київщині, зранена ікона «Зняття з хреста» із поруйнованого Храму Святого Димитрія Ростовського (смт Макарів), понівечений каркас, на якому висіли картини відомої на весь світ Марії Примаченко зі спаленого Іванківського історико-краєзнавчого музею.
Окремим залом розділу "Розп'яття" представлено експозицію "Укриття". Її прагнули максимально наблизити до реального підвалу житлового будинку, в якому перебували місцеві жителі Гостомеля під час російської навали на містечко. У цьому укритті протягом 37 днів переховувались українці. У ньому спершу перебувало 200 осіб, тоді 80 вивезли примусово у Білорусь.
10 травня 2023 року музею було присуджено Спеціальну відзнаку журі міжнародної премії Museum and Heritage Awards за виставку "Україна - Розп'яття" та особливу професійну стійкість в умовах війни.
- «Знак на щиті»

Виставка, організована в нерозривному зв’язку з проєктом загальнодержавного масштабу «Тризуб Батьківщини», суть якого полягає в заміні радянської символіки на щиті монумента «Батьківщина-мати» на український державний символ – Тризуб. У ширшому контексті виставка є співзвучною загальному переозначенню Музею війни та монумента як його домінанти.
У просторі виставки представлено понад 200 автентичних артефактів, що охоплюють більш ніж тисячолітній відрізок історії України. Експозиція відображає найцікавіші факти з історії Тризуба, фокусує увагу на найважливіших етапах його становлення як державного герба. Вона є своєрідною відповіддю на актуальні суспільні питання, пов’язані з відтворенням Тризуба на щиті, висвітлює зв’язок цього процесу з перейменуванням самого монумента «Батьківщина-мати» та Музею загалом.
Спеціально для втілення проєкту Музей облаштував новий експозиційний простір у Виставковому центрі, який складається із трьох залів. Кожен із них уміщує відповідний розділ виставки: «Державний знак», «Національний символ», «Знак на щиті».Загальна площа становить близько 300 м2.
- У портреті предків – моя батьківщина

Мета фотопроєкту «У портреті предків – моя батьківщина» – показати тяглість поколінь кримських татар, які бережуть сімейну, національну та релігійну колективну пам’ять свого народу, попри всі випробування, які їм довелося пережити у XX ст. й XXI ст. Ми звернулися до відомих в Україні киримли з проханням поділитися своїми родинними фото, з яких дивляться дорогі їм люди. Хтось із зображених на світлинах був репресований, хтось – депортований. Хтось побачив світ у Криму, хтось – на засланні родини в Узбекистані чи на Уралі, а хтось – уже в незалежній Україні. Але всіх їх єднає любов до своєї малої батьківщини – Криму та до свого невеликого гордого народу.

Ми поєднали ці сімейні світлини із сучасними фото дев’ятьох кримських татар, кожен із яких став успішним у своїй царині. Це Постійна Представниця Президента України в АР Крим Таміла Ташева, дипломати Алім Алієв та Юсуф Куркчі, головна редакторка видання «Українська правда» Севгіль Мусаєва, актор та режисер Ахтем Сеітаблаєв, кінорежисер Наріман Алієв, членкиня Меджлісу Гульнара Бекірова, фотомайстриня Еміне Зіятдінова, художник-кераміст Рустем Скибін.

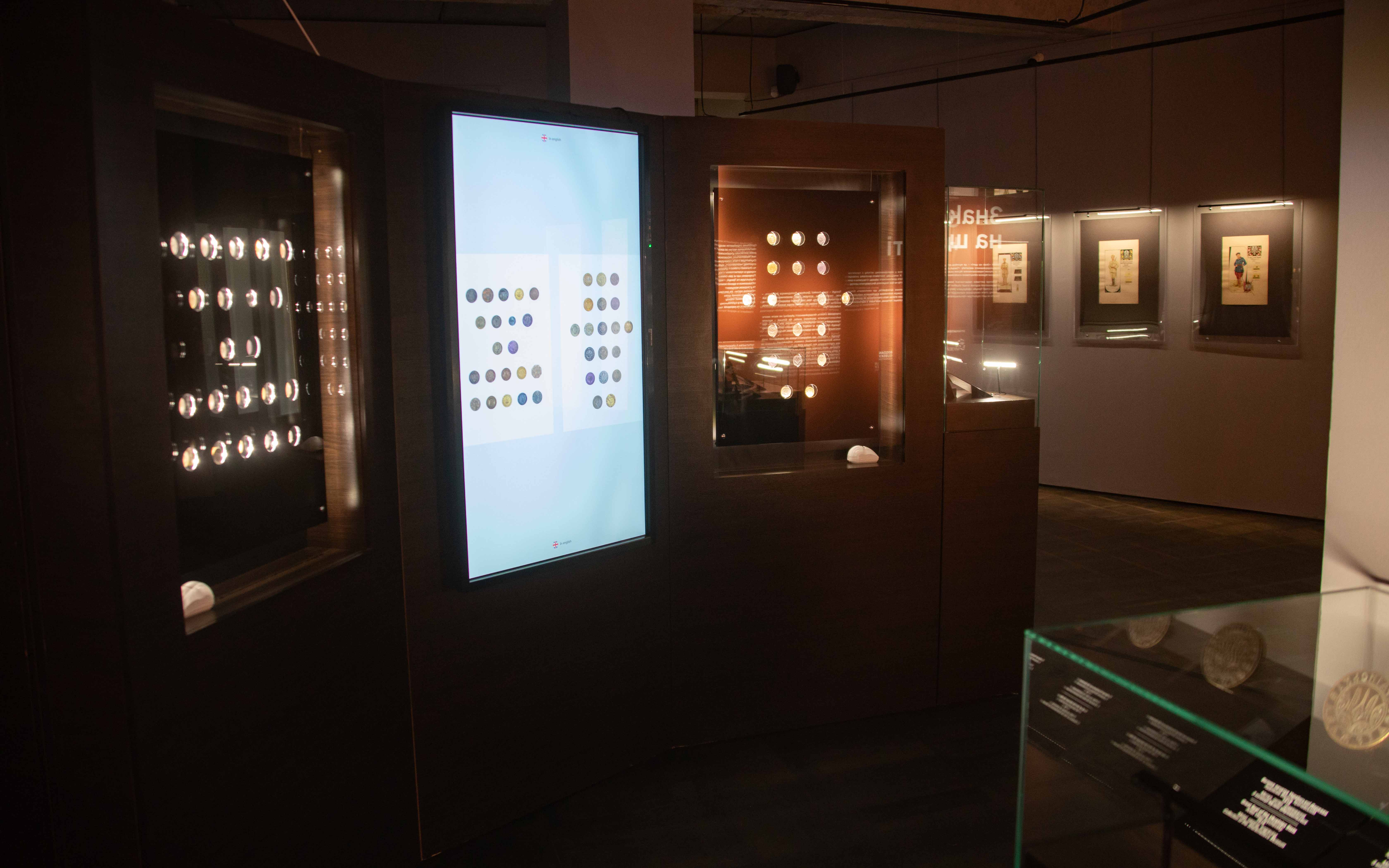
Інтер'єр виставки "Знак на щиті"

##### Виставки, що відбулися (за датою відкриття)
- «За волю України!»

Відкритий 20 серпня 2021 року Українсько-американський виставковий проєкт «За волю України» (куратор - Юрій Савчук, художник - Володимир Таран) представляє унікальні артефакти з 20 музеїв, архівів та бібліотек України і США й розповідає про яскраві та маловідомі сторінки періоду Визвольних змагань (1917—1921), зокрема про історію уніформи відродженого українського війська початку XX ст. Iсторія експонатів охоплює 1914–1923 роки і висвітлює ґенезу однострою періоду Українського Січового Стрілецтва, Української Центральної Ради, УНР, ЗУНР, правління гетьмана Павла Скоропадського, Директорії УНР.  Зокрема, 181 раритетний предмет для експонування надало п’ять провідних наукових, музейних та культурно-просвітніх українських інститутів в США: Український музей і бібліотека в Стемфорді, Український Національний музей у Чикаго, Українська Вільна Академія Наук у США, Український Музей в Нью-Йорку, Український історичний і освітній центр з постійної колекції Музею імені Патріарха Мстислава та Сомерсет в Бавнд-Брук. Більшість з експонатів раніше ніколи не оприлюднювалася. Проєкт був доступний для огляду у виставкових залах окремого приміщення на території Музею до 24 лютого 2023 року.
З 22 вересня 2022 року до 31 травня 2023 року виставка "За волю України" ("Forever Free Ukraine!") експонувалась у Військовому музеї ім. Вітаутаса Великого (Каунас, Литва) під патронатом Прем’єр-міністра Литовської Республіки Інґріди Шимоніте.
31 травня 2024 року у Військовому музеї ім. Вітаутаса Великого (Каунас, Литва) презентований каталог виставки трьома мовами.
- «Захисники»

В експозиційному просторі Виставкового комплексу Музею війни до першої річниці повномасштабного вторгнення було представлено фотопортрети українських воїнів, які чинять упертий опір тотальному злу, боронять рідну землю й стоять на сторожі безпеки Європи та світу. Світлини зроблено під час музейної експедиції, яка відбулась у липні 2022 року за підтримки Генерального штабу Збройних сил України. Генеральний директор Музею Юрій Савчук та музейний фотограф-волонтер зі Швеції Анджей Маркевич здійснили поїздку в місця дислокації військових частин.
- «Guerre en Ukraine» (укр. «Війна в Україні»)

У липні 2022 року в Музеї було представлено виставку робіт вуличного художника з Франції Крістіана Ґемі, відомого як С215, під назвою “Guerre en Ukraine” (укр. «Війна в Україні»). Це найновіші роботи митця, створені в Україні під час повномасштабної російсько-української війни. Вони є рефлексією автора на жорстокість агресора та хоробрість українського народу в боротьбі за свою свободу й мирне майбутнє всієї Європи. Із перших днів повномасштабного вторгнення С215 підтримує Україну, він не раз відвідував українські міста, які стали цілями для російських ракет і дронів, а також визволені від окупанта території. Працюючи з трафаретами, художник створив промовисті артефакти в різних регіонах України – від муралів у м. Київ та Львів до малюнків у м. Буча й Гостомель.
Центральною інсталяцією виставки був символічний блокпост – уособлення стійкості захисників України, перетворений митцем на артоб’єкт.
Важливою віссю проєкту стала серія портретів захисників, які віддали свої життя, боронячи Україну. Чоловіки й жінки, старші й молодші, відомі та менш відомі – образи цих героїв були створені Крістіаном Ґемі й доповнені автентичними предметами з колекції Музею війни, що належали воїнам за життя. Частина експонованих робіт С215 створена на артефактах війни, зібраних Музеєм під час експедицій до постраждалих регіонів України.

### Верхня брама
- Мультимедійний проєкт «Діти…» - Мартиролог дітей, загиблих у період повномасштабної російсько-української війни[32]

Під склепінням Верхньої Московської брами XVIII ст. Печерської фортеці створено Мартиролог дітей, загиблих у період повномасштабної російсько-української війни.
Фактичну кількість загиблих і поранених установити неможливо через ведення активних бойових дій окупантами на українській території. Проте відому цифру обірваних життів відображає символічна рахівниця. Імена загиблих з’являються на символічному вівтарі, очі в очі зі світлин за нами стежать ті, хто тепер перетворився на янголів.
Запрошуємо відвідати музейну локацію у Верхній брамі й ушанувати пам’ять наших наймолодших співвітчизників, життя яких забрала росія.

### Нижня брама

#### Архівні виставки в Нижній брамі:
- Обереги з війни

8 травня 2023 року в експозиційному просторі Нижньої брами Музею війни було представлено артефакти, які слугували оберегами їхнім господарям у кривавому вирі катаклізмів XX і XXI ст. У День пам’яті та примирення, музейники перекинули місточок між поколіннями. Між тими, хто боровся й зазнавав поневірянь у лихолітті Другої світової війни й кривавих жорнах нацистської окупації та сталінських репресій, і тими, хто бореться нині проти російського агресора за свою свободу й гідність, за незалежність і державний суверенітет України. Значну частину артефактів із музейної колекції, які допомагають відвідувачеві не втратити віру в справедливість, було представлено для публічного огляду вперше.
- «„Айдар“. 10 років»

Виставка відтворювала десятиліття історії батальйону, який подолав шлях від добровольчого формування в перші тижні російської агресії (2014 р.) до постійного підрозділу ЗСУ.
В експозиції було представлено особливі артефакти, які висвітлюють історію 24-го окремого штурмового батальйону.
Історія батальйону є прикладом того, як добровольці з абсолютно різними життєвими шляхами, несхожими довоєнними біографіями здатні перемагати ворога, значно численнішого й надзвичайно небезпечного.
- «Сталеві титани Бахмута»

Запеклі бої за контроль над м. Бахмут із великими втратами обох сторін називають найкривавішою битвою піхоти від часів Другої світової війни.
У фокусі експозиції були – персональні комплекси захисників міста, справжніх сталевих титанів, які сточували бойові можливості ворога й надламували його дух. Усе це робилося неймовірними зусиллями, у складних погодних умовах, із проблемами постачання, під постійним вогнем. Вони чинили впертий опір тотальному злу, не шкодуючи власного життя в борні за рідну землю. Тому їхній подвиг неоціненний.
Уперше в одній експозиційній площині було представлено світлини з битви за м. Бахмут, які надійшли від офіцерів пресслужб бригад Збройних сил України, Національної гвардії України, Державної прикордонної служби України.
- 24.02

Війна змінила відчуття часу і простору, розмила контури тривалості подій. важливо згадати, як усе починалося. Настала пора окреслити події та сенси, які мали найбільше значення, не дали впасти в розпач, утратити надію. Новини та óбрази, які надихнули, згуртували, зробили нас сильними й безкомпромісними. Зануримося в них глибше: назвемо імена героїв, осягнемо велич їхніх учинків, ушануємо полеглих, дізнаємося про історичні витоки української незламності.
Перший розділ виставки розповідав про тих, хто, присягнувши на вірність народу й Україні, з першого дня чинив опір ворогу: Президента, спецназівців «Омеги», льотчиків – «Привидів Києва», перших Героїв України, захисників о. Зміїний.
Другий розділ був присвячений цивільним, які, згуртувавшись, сформували для армії надійний тил. Містив розповідь про бійців ТрО, евакуацію, історичні джерела незламності українців, діяльність волонтерів та Рух опору на окупованій території.
Timeline перших подій вторгнення, цитати українців із соціальних мереж передавали напруження 24 лютого 2022. Водночас фото вул. Вокзальної в м. Буча й розмальований паркан звідтіля вселяють надію. Надію на Перемогу та Воскресіння зраненої України.
- Обережно! Руzzкій мір

Це була розповідь про російську пропаганду і її особливості в окупованому м. Херсон, про цінності, концепції та ідеологічні спрямування «руzzкого міра». Під склепінням Нижньої Московської брами XVIII ст. Печерської фортеці було уміщено яскраві прапори рф та «херсонської республіки», стоси пропагандистської друкованої продукції, фейкові видання, «релігійні» агітки тощо. Масив свідчень глобальної продуманості й тривалої підготовки російської ідеологічної машини до зомбування українців.
- «Батьківщина-мати». Переозначення

Виставка – про переозначення скульптури «Батьківщина-мати» в часі російсько-української війни. Усі нові, креативні, подеколи неочікувані образи скульптури, теxнічними засобами було презентовано на стінаx равелінної Нижньої Московської брами XVIII ст. Печерської фортеці.
Уже від першиx днів протистояння України відкритій агресії митці не раз зверталися до образу «Батьківщини-матері» як до знака спротиву. Ми стежили за стрімким перевтіленням скульптури й становленням її як нового, переосмисленого символу боротьби та неодмінної перемоги українців. Найбільш визначальною для xудожників і контентмейкерів стала орієнтація скульптури на Москву, а меч та щит у її рукаx перетворилися на дієву антирашистську зброю. Це новий патріотичний, часом сатиричний, контент, який з’являвся в цифровому просторі й став мотиваційним до опору та підтримки збройної боротьби проти окупанта. Акумульована добірка матеріалів із відкритиx джерел (онлайн версія виставки) – це справжнє мистецтво, яке варто побачити.
Офіційним саундтреком проєкту стала пісня «Меч» українського гурту Sera Sheer. Авторка тексту та виконавиця Олександра Щербакова й автор відеоряду Артем Бірюков створили твір у стилі аніме, присвячений боротьбі скульптури «Батьківщина-мати» з російським монстром, якого вона зрештою знищила. На презентації почуєте живе авторське виконання. Дизайн унікального візуального образу проєкту, набрамного муралу, створив київський художник, член команди MuralMarket Ярослав Єфремов.
- Ленд-ліз. Перезавантаження

«Якщо горить будинок сусіда, а в тебе є садовий шланг, позич його сусідові, поки не спалахнув твій дім. Коли пожежу загасять, сусід його тобі поверне», – так пояснював президент Сполучених Штатів Америки Франклін Рузвельт суть своєї ініціативи щодо впровадження програми ленд-лізу в роки Другої світової війни. Програми, яка стала одним із вирішальних чинників перемоги коаліції союзників у боротьбі з агресорами в середині минулого століття.
9 травня 2022 р. президент Сполучених Штатів Америки Джозеф Байден підписав Закон про ленд-ліз для оборони демократії України від 2022 р. (Ukraine Democracy Defense Lend-Lease Act of 2022). Юридичний акт, який став потужним сигналом світовому співтовариству про те, що уряд США вірить в Україну, вірить у її Збройні сили, а повномасштабне вторгнення Росії становить головну загрозу світовому порядкові, який склався після Другої світової війни.
Ми не сумніваємося, що завдяки допомозі держав вільного світу українцям вдасться загасити розпалену рашистами пожежу в нашому Домі, а усі відповідальні за військові злочини постануть перед судом.
Презентовані на виставці експонати із фондів Національного музею історії України у Другій світовій війні, Національного управління архівів та документації (США), Бібліотеки Конгресу (США), надані Міністерством Оборони України, захисниками держави, з відкритих джерел охоплюють період 1941–1945 й 2021–2022 рр. Вони висвітлюють історію Другої світової війни та боротьбу українського народу за незалежність і державний суверенітет у наш час. Значну частину артефактів було представлено для публічного огляду вперше.
- Сто днів. Війна очима дітей

Ідея створення виставки дитячих робіт з Польщі у Музеї війни у Києві виникла після перегляду музейниками сюжету польського телеканалу TVN 24 у травні 2022 р. Сюжет оповідав про волонтерську роботу фундації «Koper Pomaga» та започатковану акцію – створення польськими дітками малюнків та листівок, адресованих воїнам – героїчним захисникам України. У такий спосіб маленькі громадяни великої дружньої країни висловили емоційну підтримку та солідарність з боротьбою України. Це був щирий та образний дитячий погляд на трагічні події дорослого світу, що розгорталися у них перед очима.
В експозиції виставки були представлені також роботи українських дітей-біженців. Це художні емоційні розповіді про пережиту ними війну, що триває прямо зараз. Малюнки занурюють у дитячий світ бачення реалій важкого воєнного сьогодення та уявлень про мирне майбутнє.
Виставка діяла в новому експозиційному просторі – відкритій після ремонту Нижній Московській брамі XVIII ст. Печерської фортеці. По завершенні експонування частину робіт буде передано воїнам – захисникам України на передову.
Автором ідеї та куратором виставки є генеральний директор Музею війни Юрій Савчук. Партнерами з польського боку – представники фундації Koper Pomaga Ніна Маліновська та Кароліна Новіцька-Ткачик.

## У літературі
Заслужений діяч мистецтв України Володимир Мельников присвятив музею вірш «Про музей».

## Використання експонатів музею вобороні Києва2022 року
На початку повномасштабного вторгнення РФ українські військові залучали експонати з Національного музею історії України у Другій світовій війні для оборони столиці. На вулицях Києва встановлювали протитанкові їжаки з музейної експозиції, які використовували ще в 1941 році. Крім того, ЗСУ зверталися до музею по мапи Києва 1941 року та триноги для станкових кулеметів 16 калібру. Також дві БМП із території музею тимчасово залучили до захисту мостів у Києві,.

## Галерея

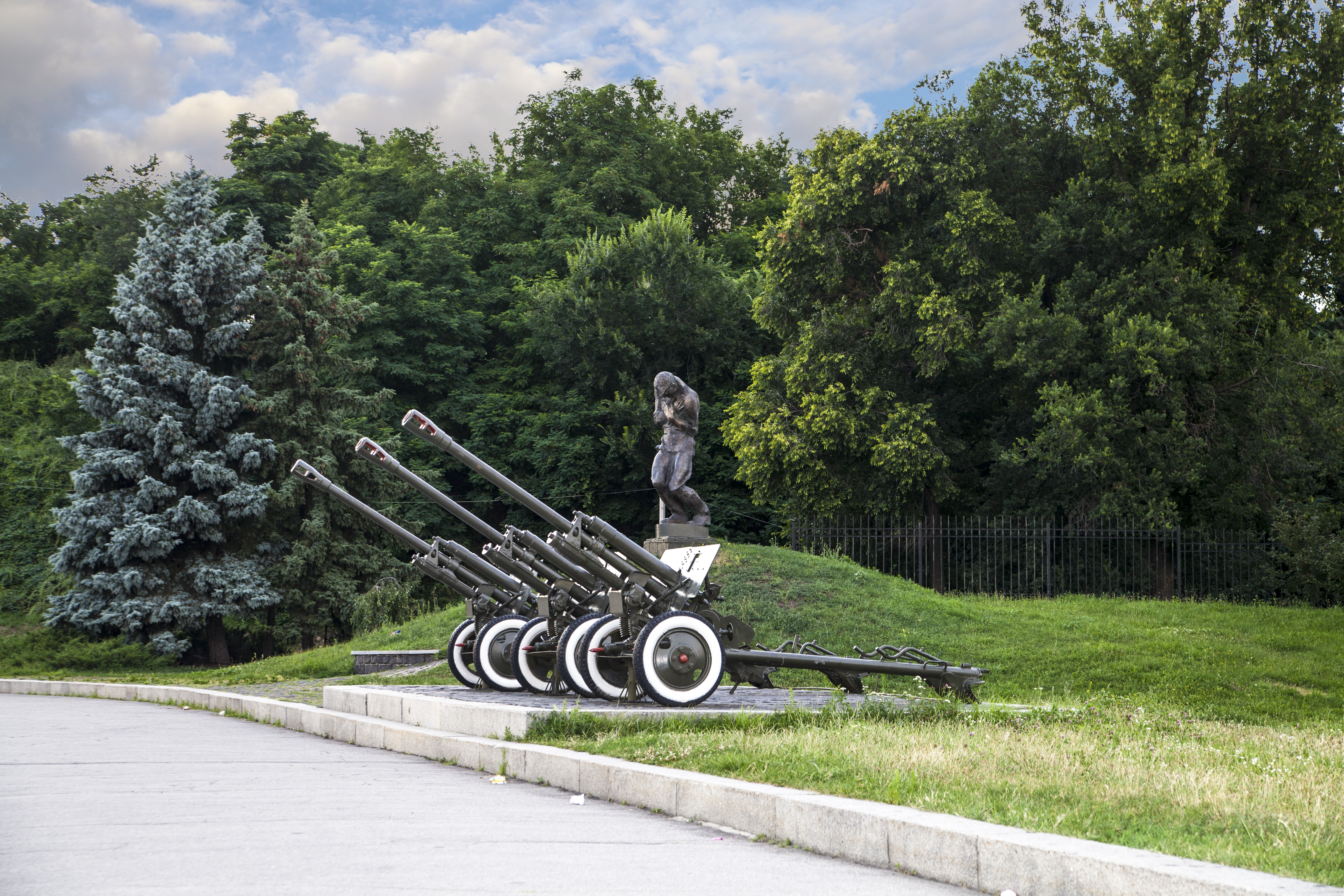
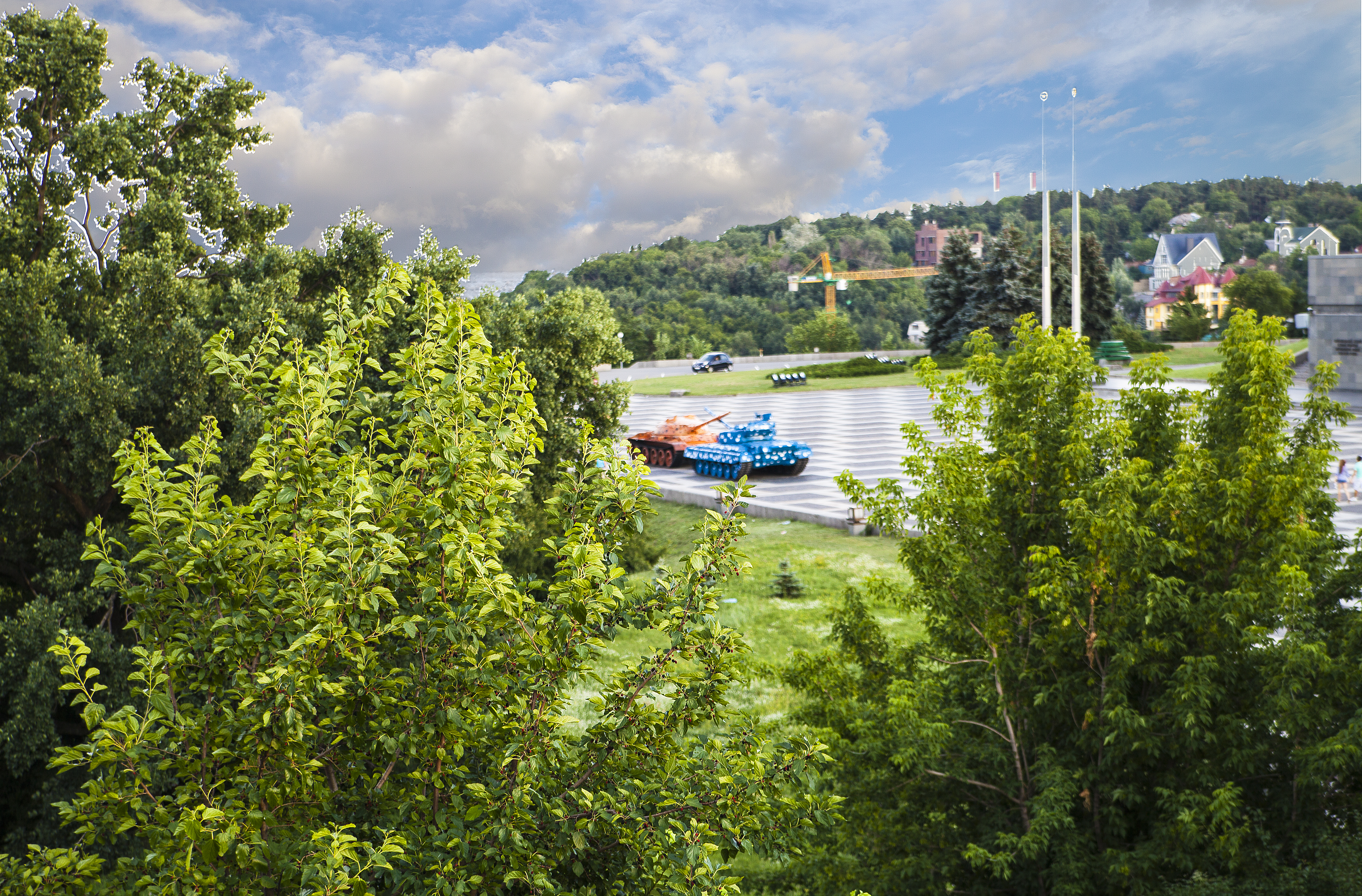
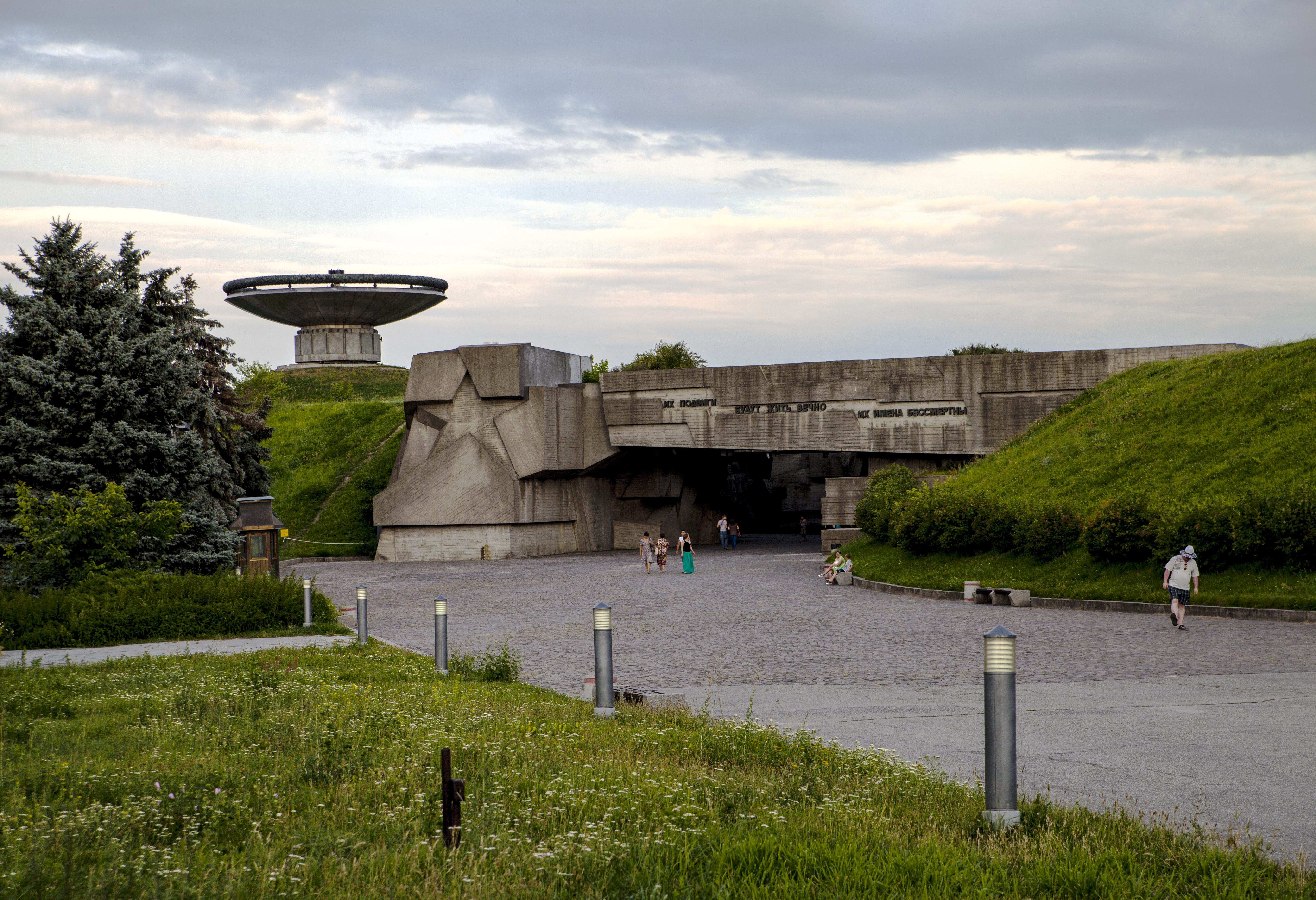
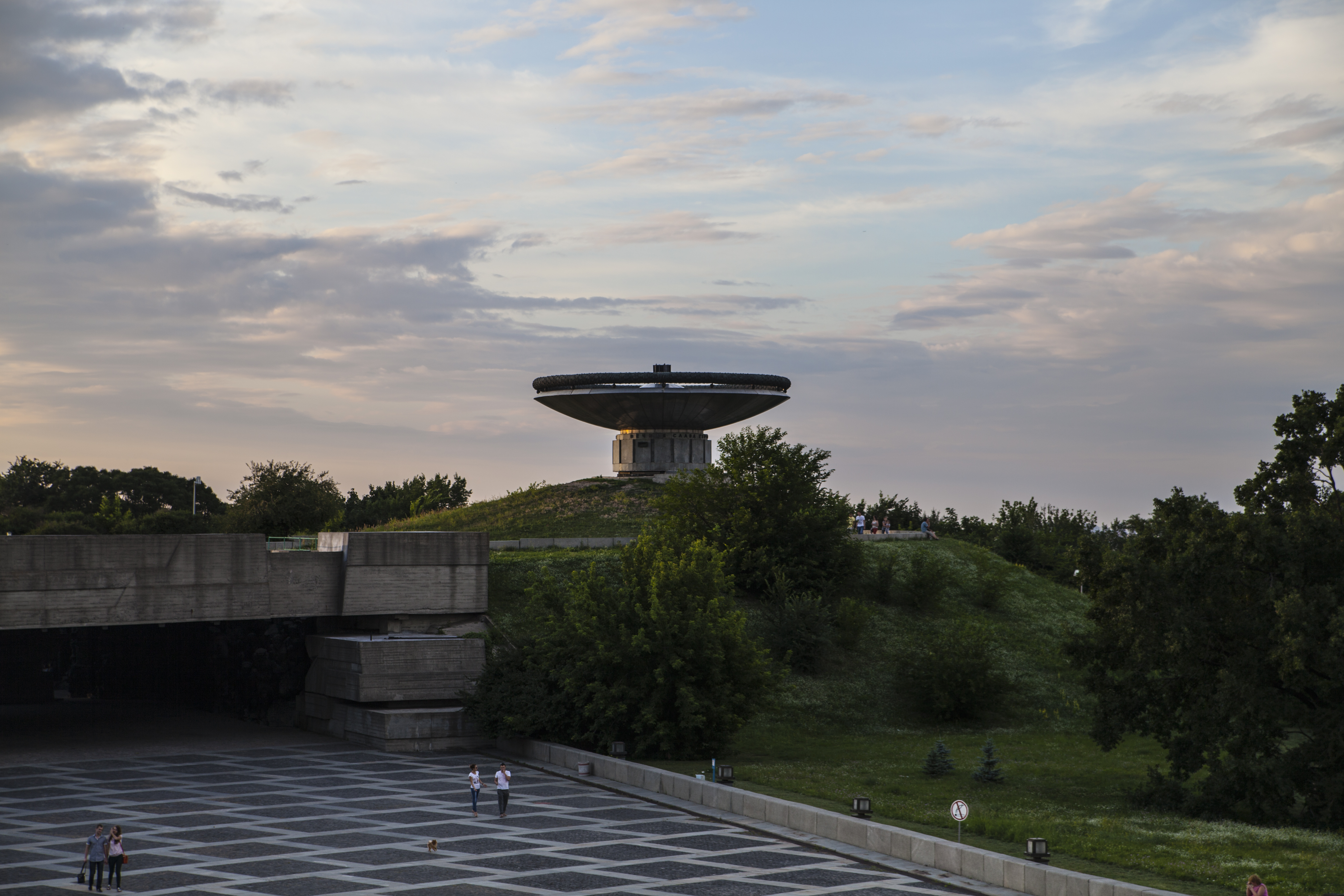
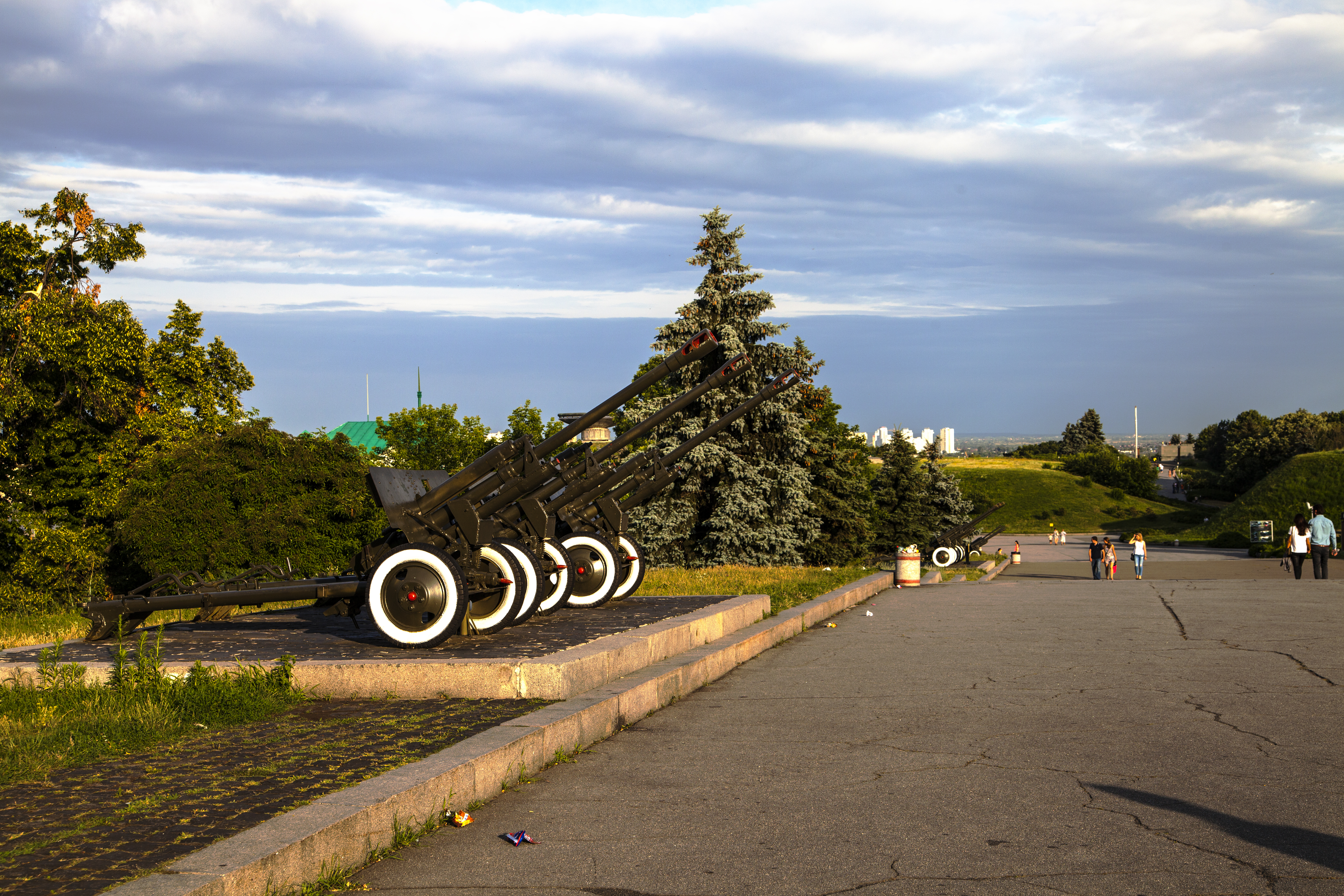
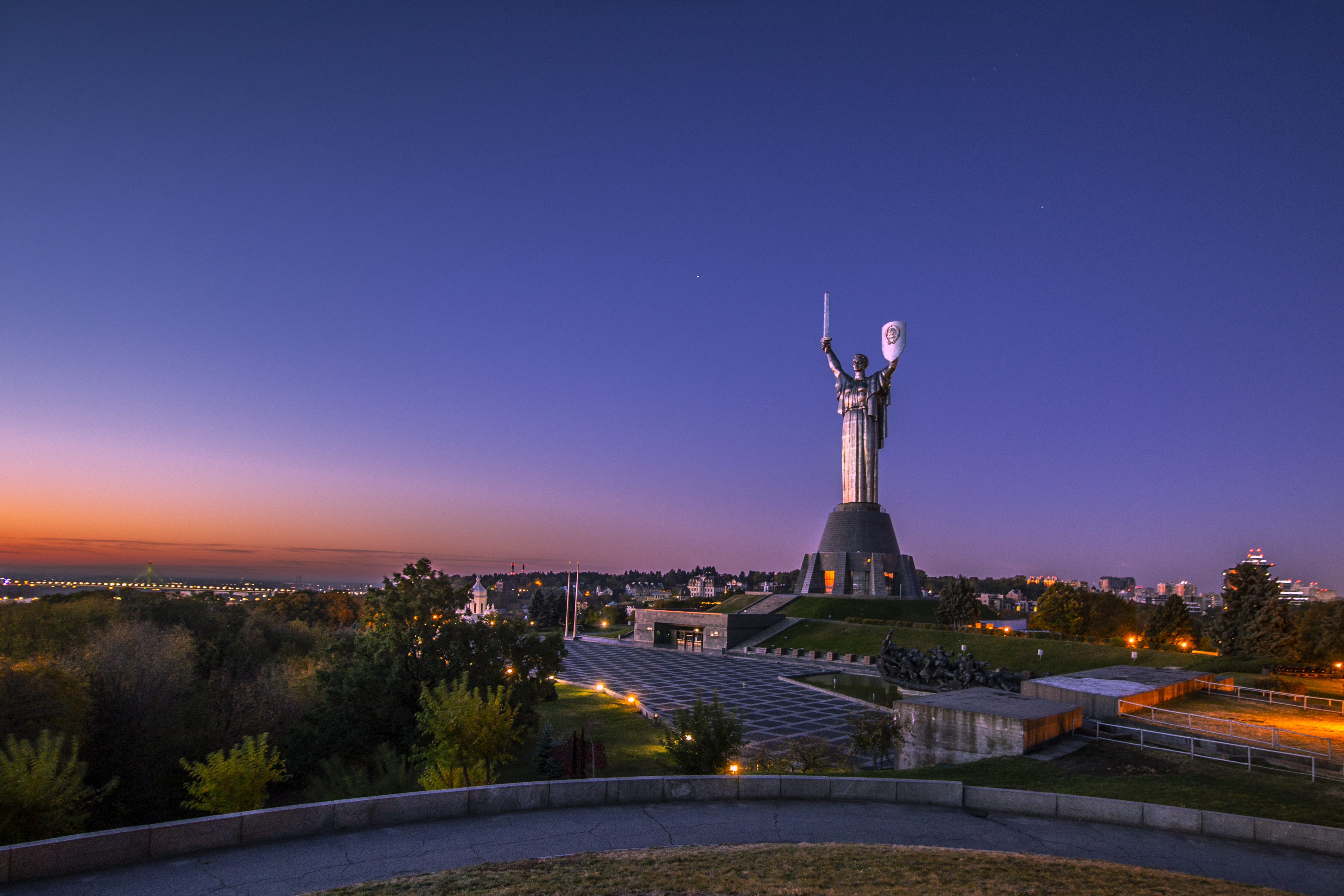
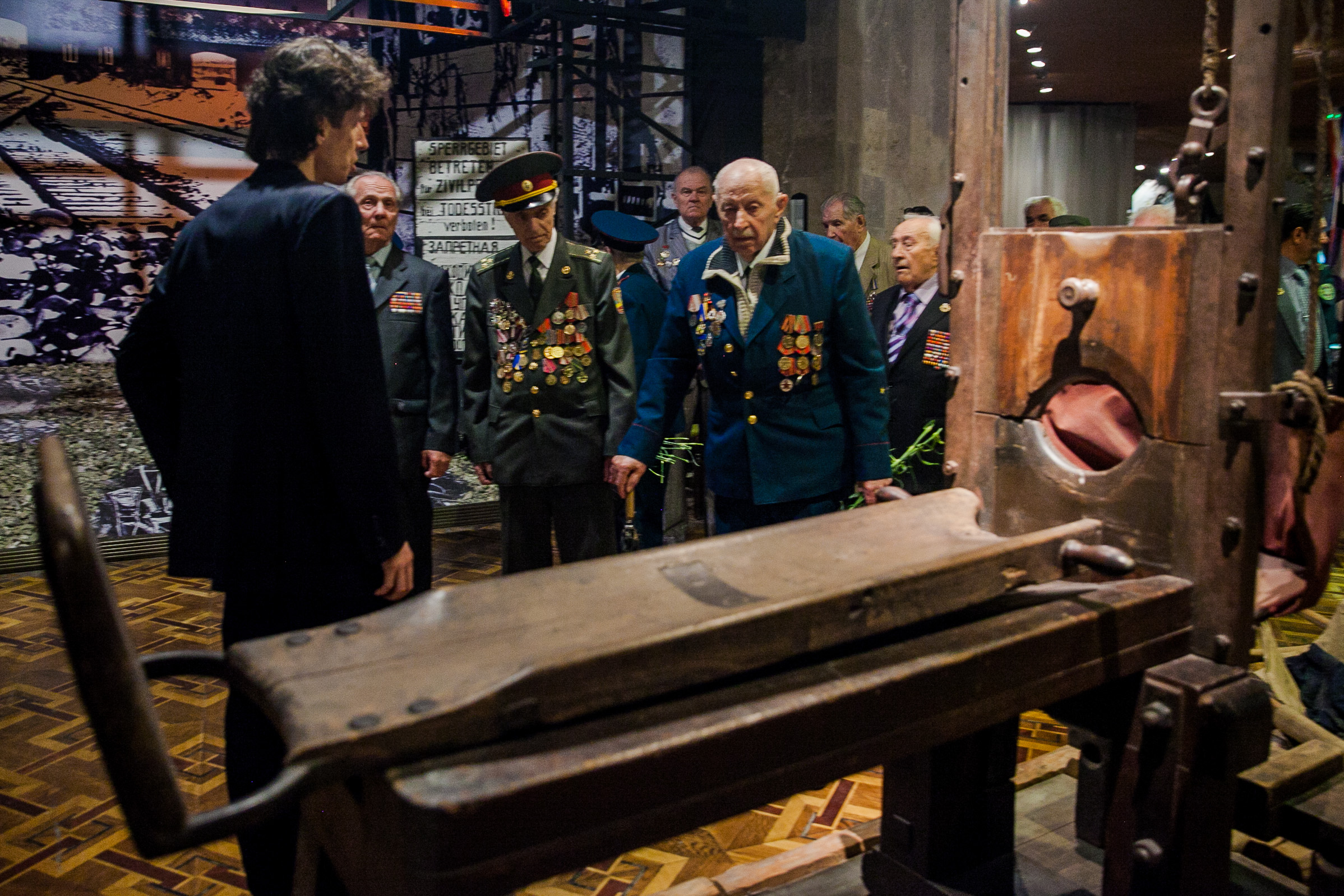
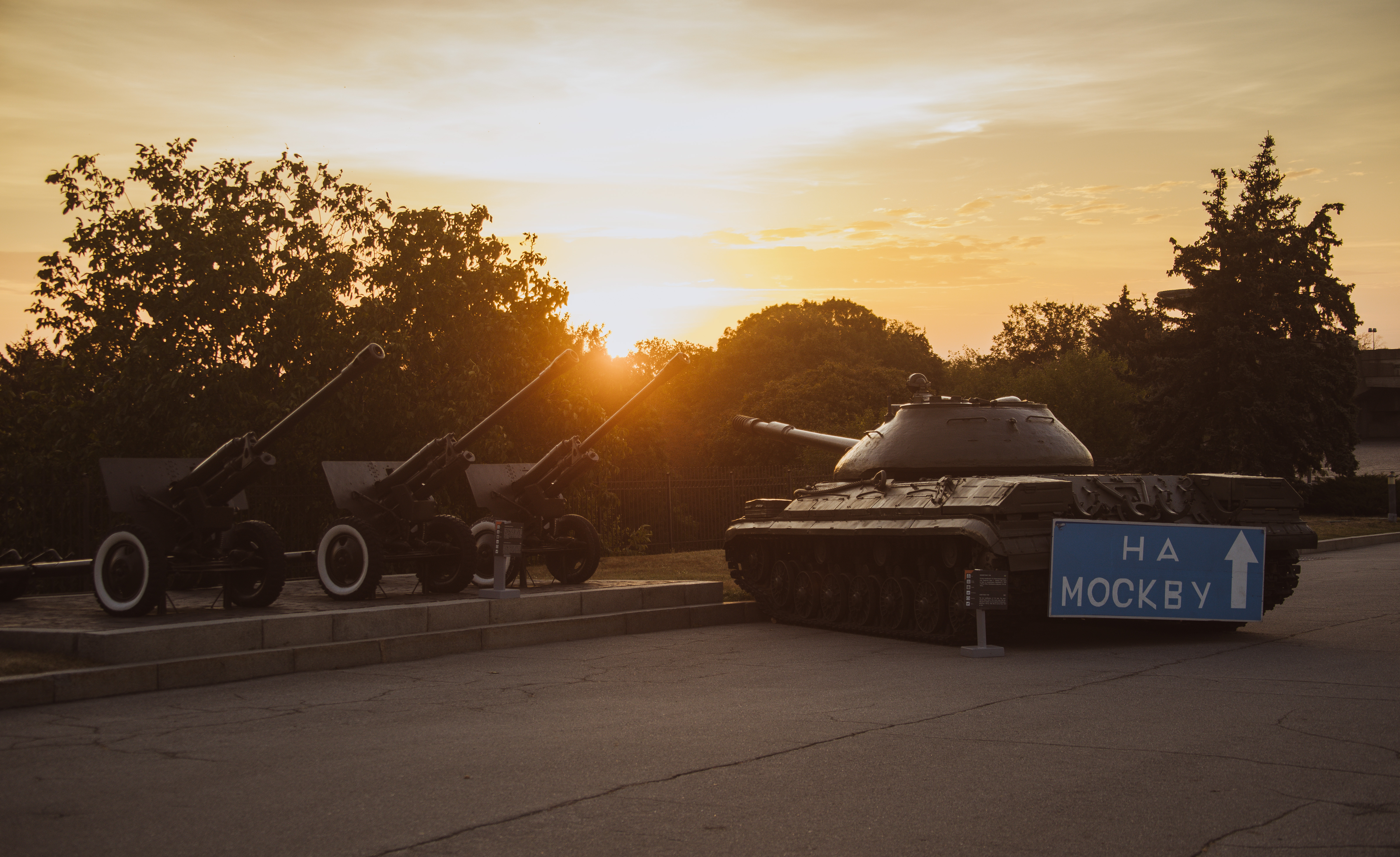
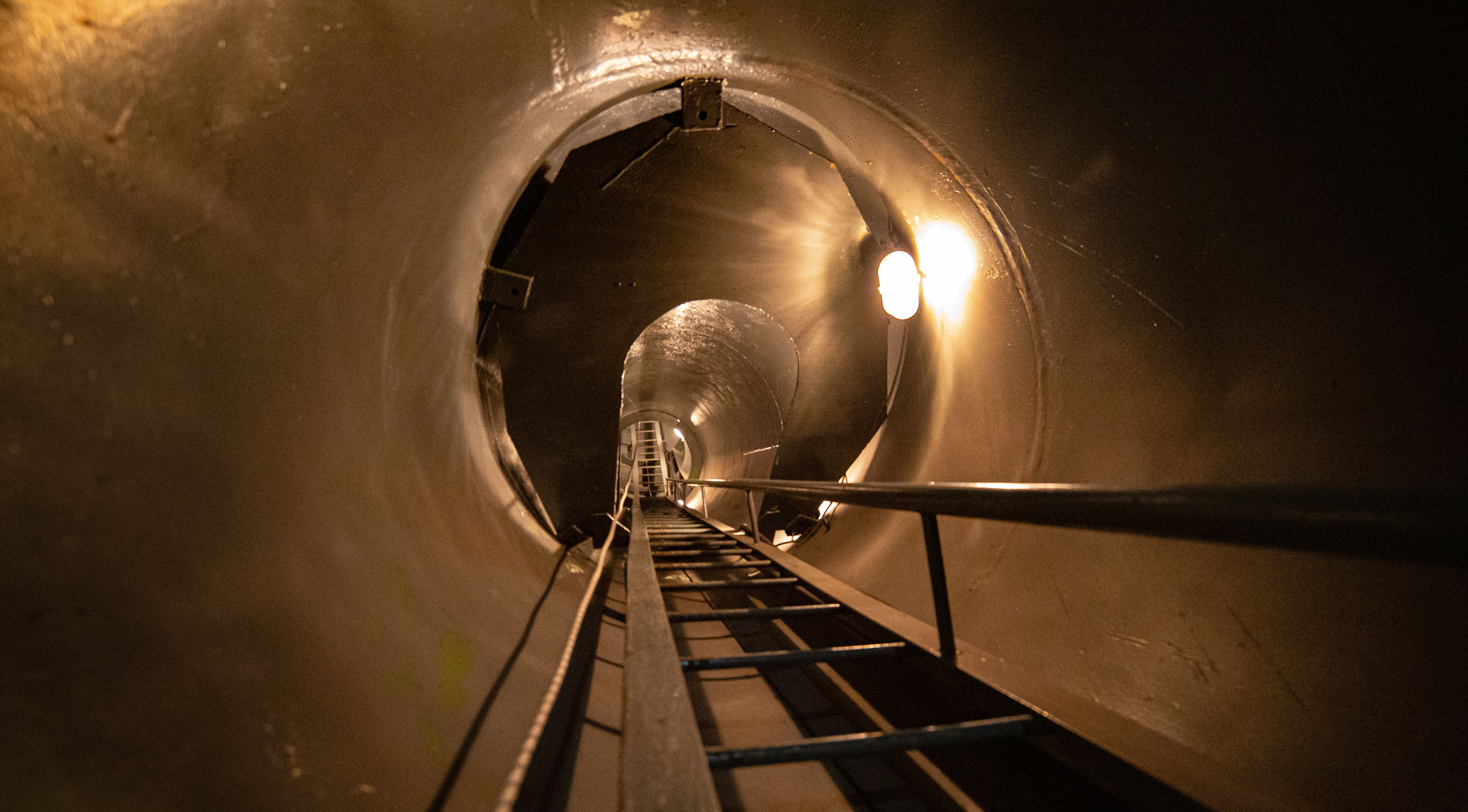
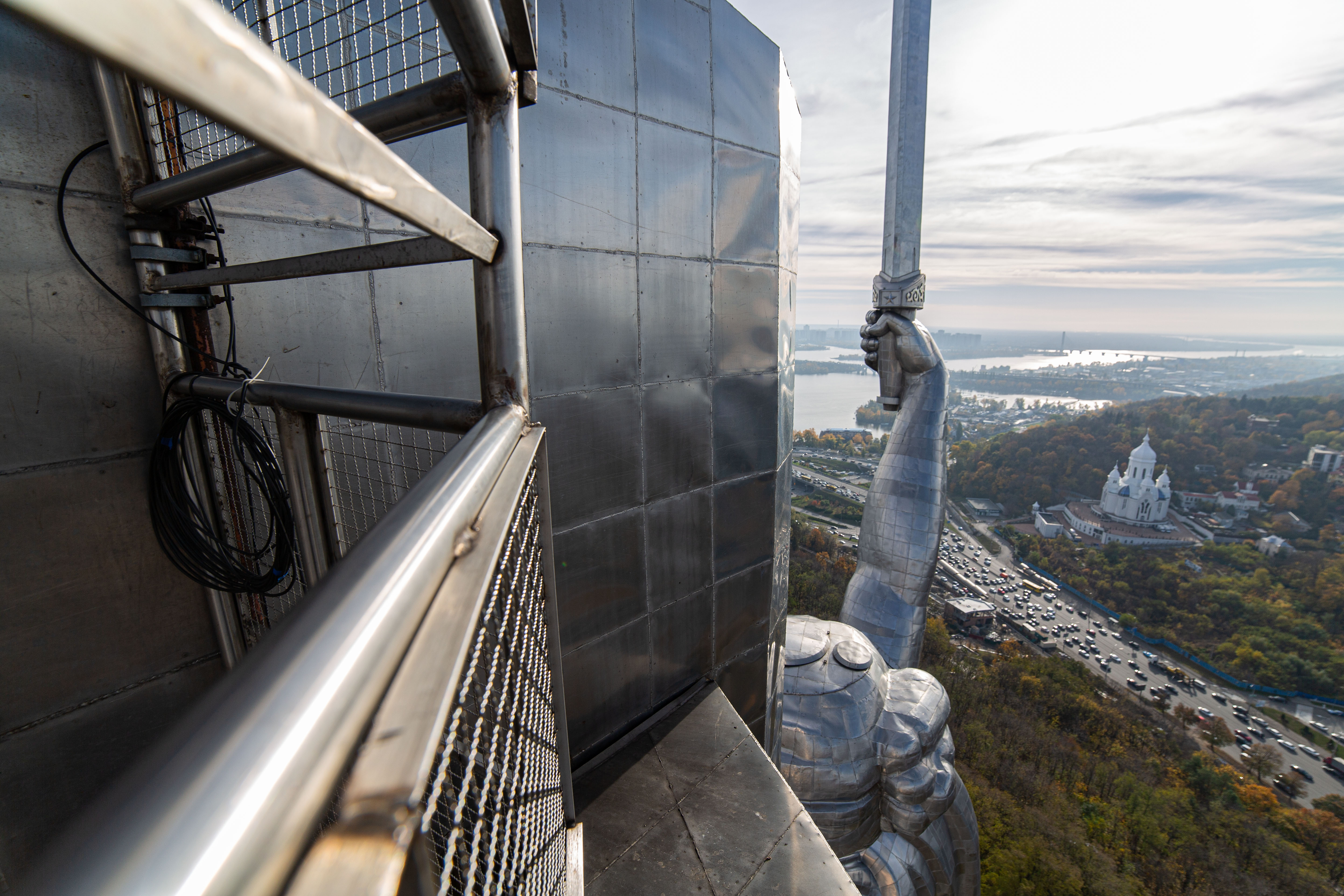
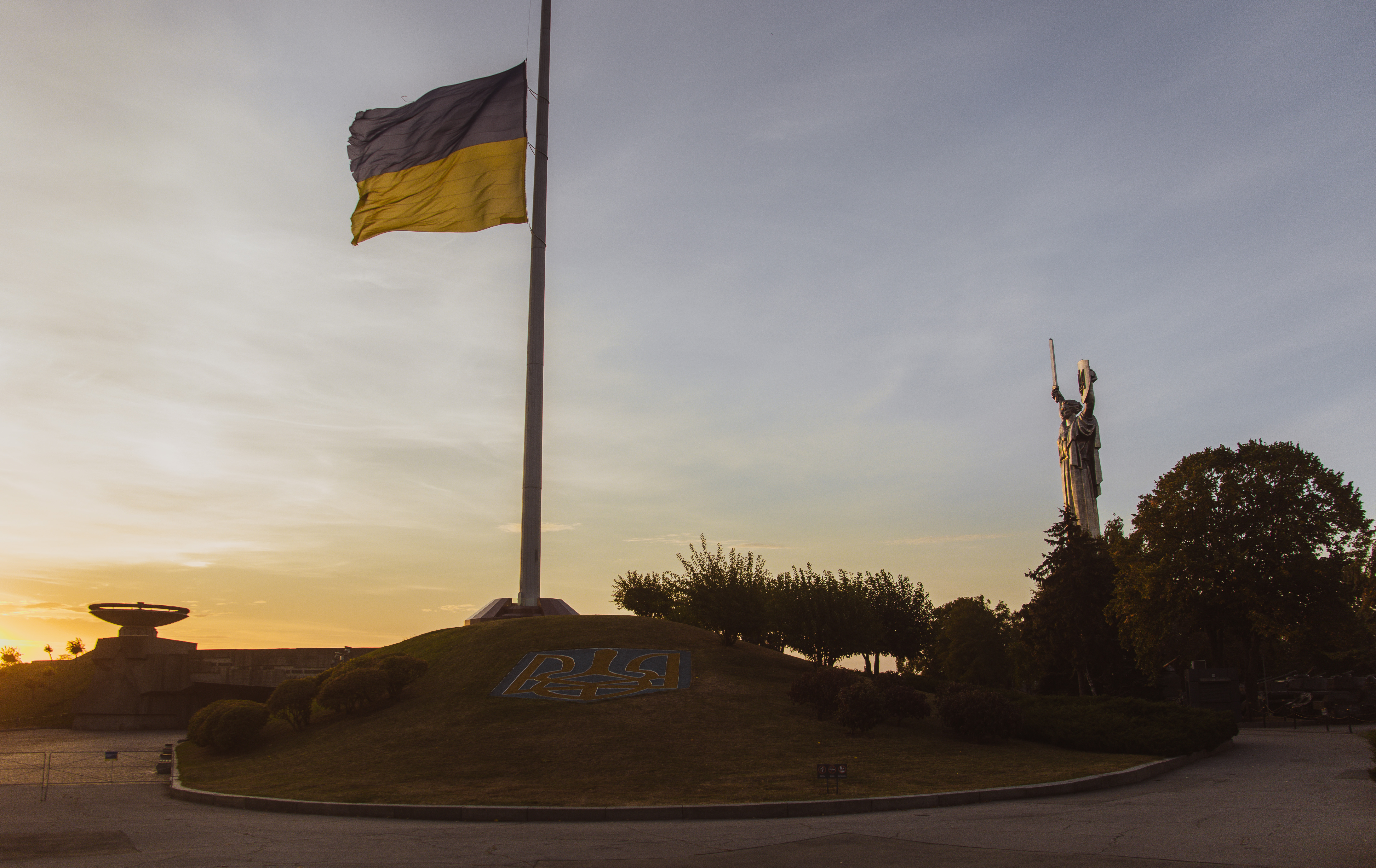
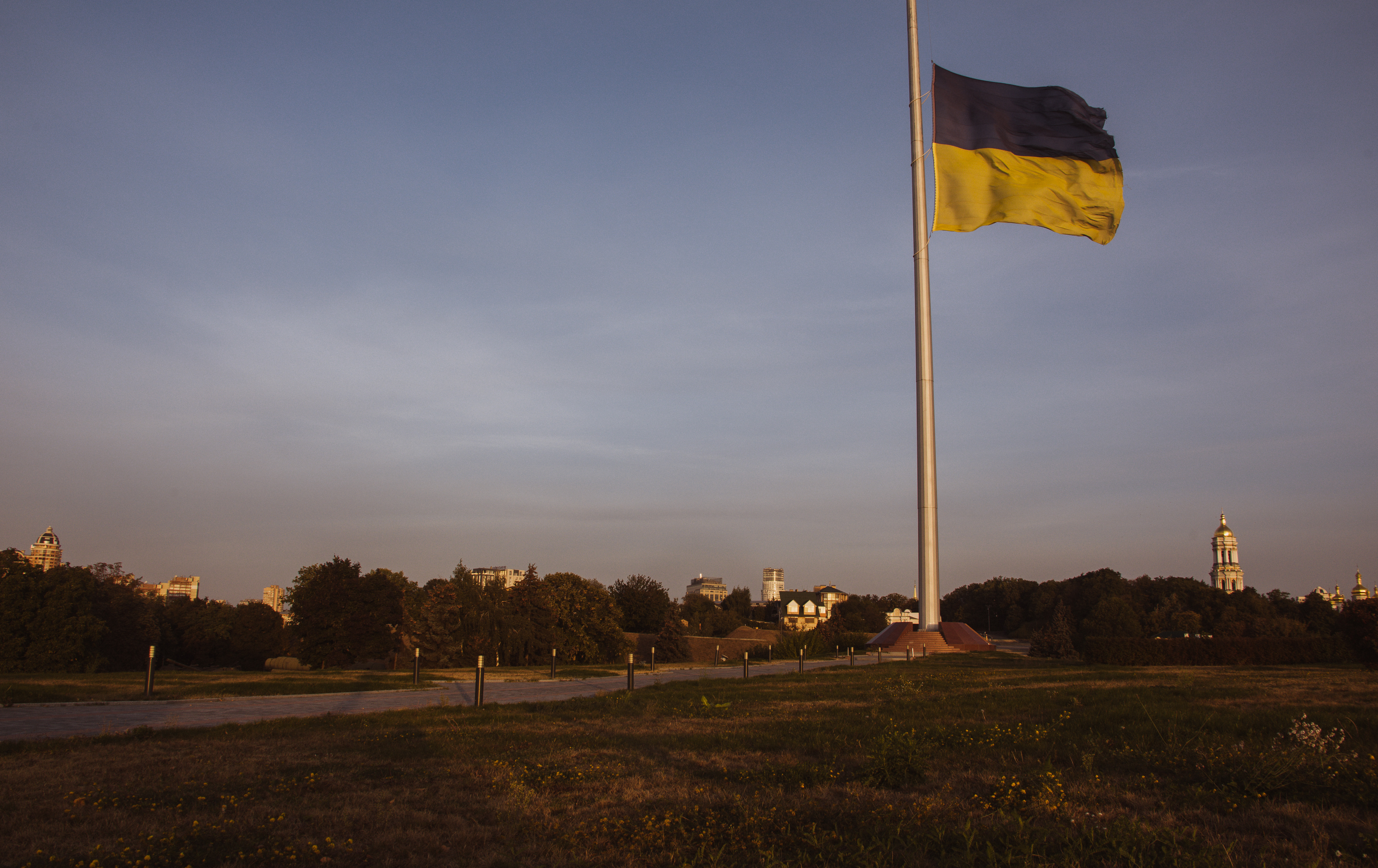

- Файл:Виставка Україна - Розп'яття.1.jpg
- Файл:Виставка Україна - Розп'яття.3.jpg